# Phyllosticta polygonorum
Phyllosticta polygonorum Sacc. – gatunek grzybów z klasy Dothideomycetes. Grzyb mikroskopijny, pasożyt rozwijający się na niektórych gatunkach roślin z rodziny rdestowatych (Polygonaceae). Wywołuje u nich plamistość liści.

## Systematyka i nazewnictwo
Pozycja w klasyfikacji według Index Fungorum: Phyllosticta, Phyllostictaceae, Botryosphaeriales, Incertae sedis, Dothideomycetes, Pezizomycotina, Ascomycota, Fungi.

## Morfologia
Endobiont rozwijający się wewnątrz tkanek porażonych roślin. Konidia owalne lub elipsoidalne, hialinowe, drobne, o rozmiarach 4–5,5 × 2–3 μm, bez śluzowatej osłonki i bez szczytowego wyrostka.

## Występowanie
Roślinami żywicielskimi Phyllosticta polygonorum w Chinach są m.in. gryka zwyczajna (Fagopyrum esculentum), Polygonum orientale, Polygonum platyphyllum. W Polsce notowany na rdeście ostrogorzkim (Persicaria hydropiper) i rdeście plamistym (Polygonum persicaria).